# Lleopard de l'Amur

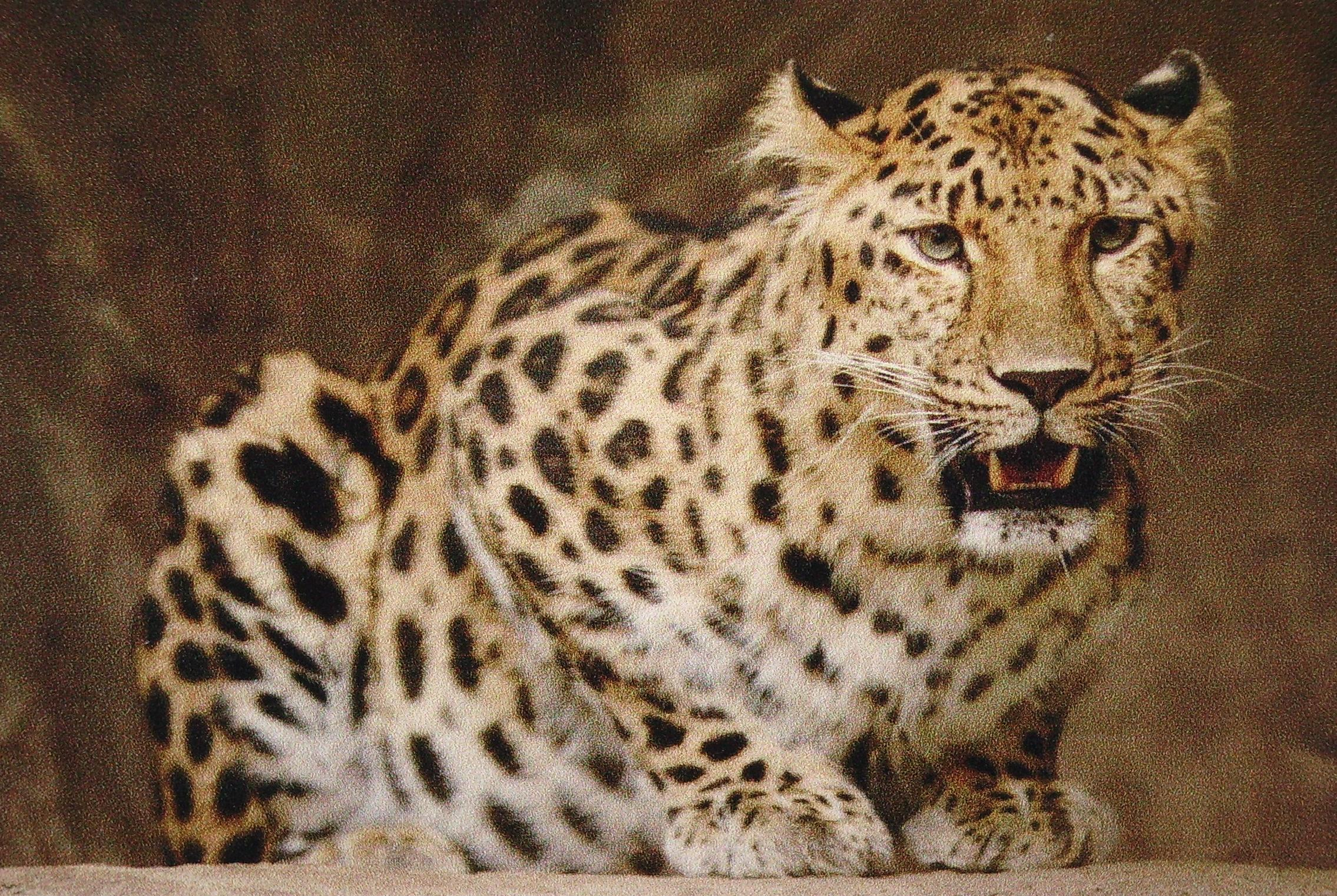
Exemplar del zoo d'Olomouc

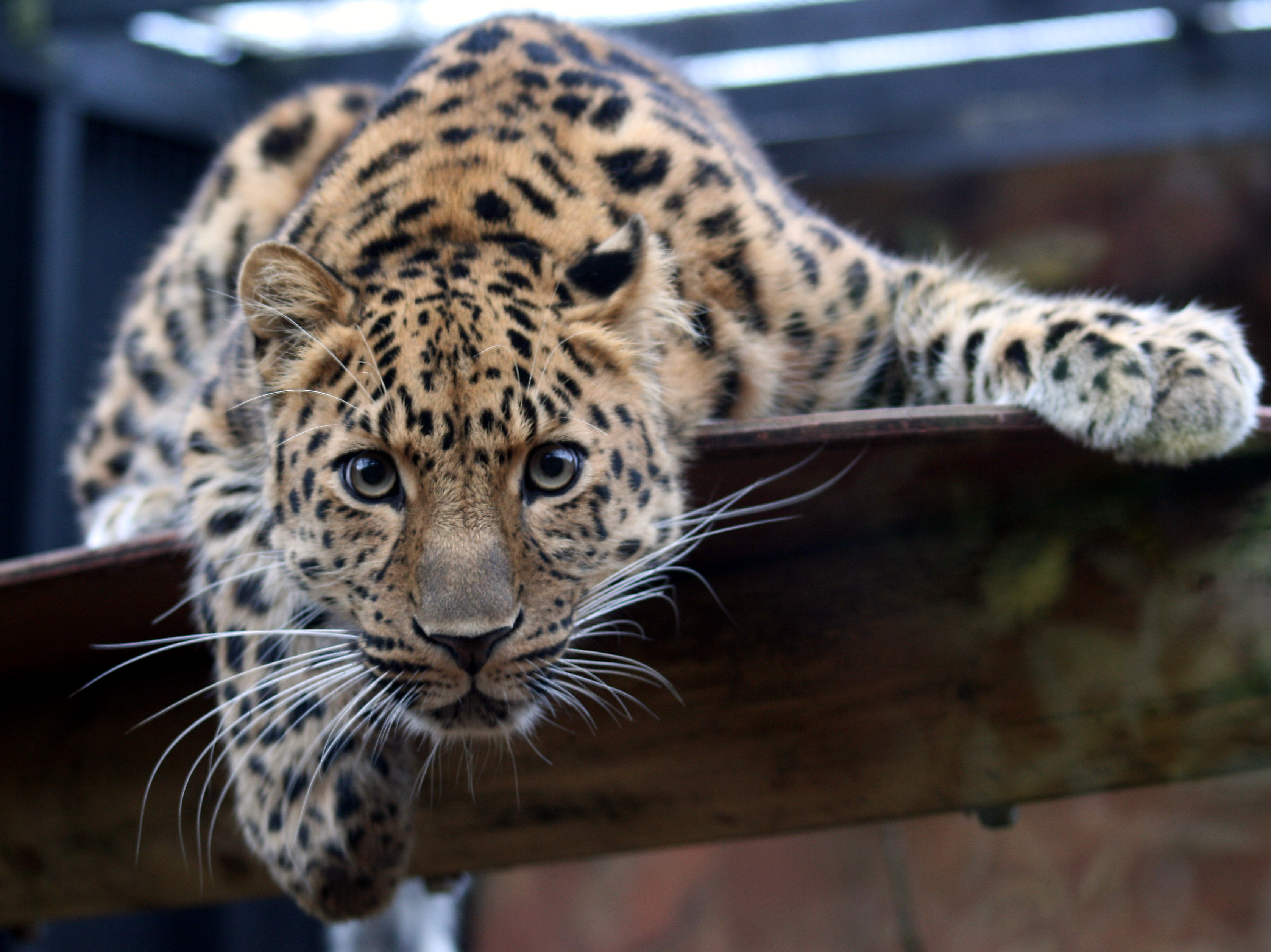
Lleopard de l'Amur al zoo de Colchester

El lleopard de l'Amur (Panthera pardus orientalis) és una subespècie del lleopard (Panthera pardus).

## Descripció
- Els mascles pesen, de mitjana, entre 32 i 48 kg (n'hi ha que arriben a 60–75) i les femelles entre 25 i 43.
- Presenta un pelatge espès (de fins a 7,5 cm de llarg a l'hivern i 2,5 a l'estiu) adaptat al clima fred del seu hàbitat.
- És més pàl·lid i té la cua més llarga que altres subespècies.[2][3]

## Reproducció
Les femelles són aptes per a criar a l'edat de 3–4 anys i, després d'un període de gestació d'unes 12 setmanes, tenen ventrades d'1–4 individus (tot i que la mitjana és de 2). Els cadells romanen amb sa mare durant un màxim de dos anys abans d'esdevindre totalment independents.

## Alimentació
Menja cabirols (Capreolus capreolus), sikes (Cervus nippon), teixons i llebres (Lepus spp.).

## Distribució geogràfica
Es troba a la Península de Corea (tret de Corea del Sud), el nord-est de la Xina i l'extrem oriental de Rússia.

## Longevitat
Té una esperança de vida de 10–15 anys en estat salvatge i de 20 en captivitat.

## Estat de conservació
S'enfronta a nombroses amenaces: interferències humanes, endogàmia, construcció de noves carreteres i oleoductes, incendis forestals, caça furtiva dels mateixos lleopards (per llurs pells i ossos emprats a la medicina tradicional xinesa) i de llurs preses, explotació dels boscos i canvis climàtics. L'any 2007, només n'hi havia, en llibertat, entre 14 i 20 adults i 5–6 cadells al krai de Primórie (sud-est de Rússia), mentre que en captivitat n'hi ha, si fa no fa, 300 en parcs zoològics d'Europa, Nord-amèrica i els països de l'antiga Unió Soviètica.